# Stefan Hallberg (Schiedsrichter)

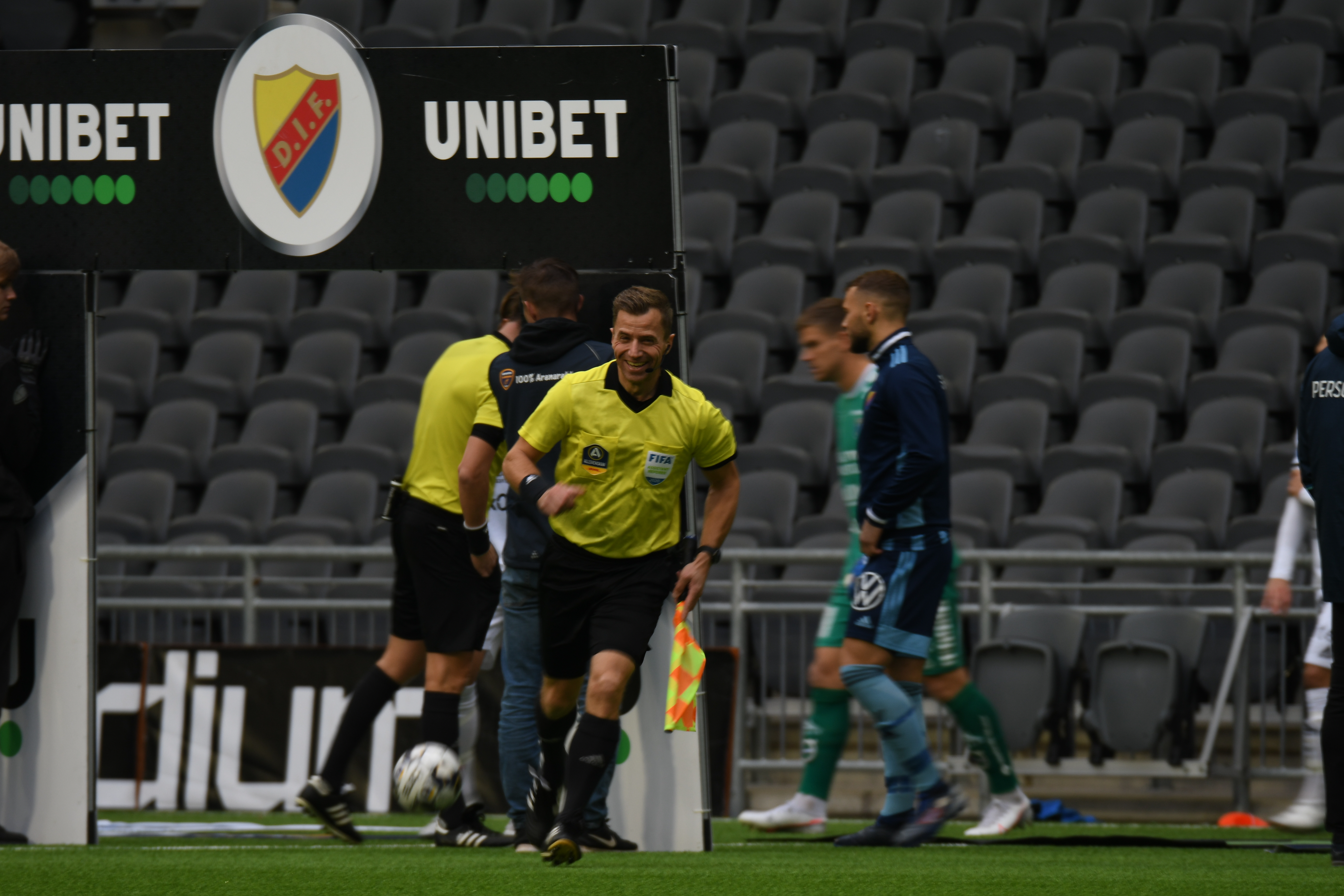
Stefan Hallberg (2020)

Stefan Hallberg (* 11. Juni 1981) ist ein schwedischer Fußballschiedsrichterassistent.
Seit 2014 steht er als Schiedsrichterassistent auf der Liste der FIFA-Schiedsrichter und leitet internationale Fußballpartien. Er ist (gemeinsam mit Mehmet Culum) langjähriger Schiedsrichterassistent von Andreas Ekberg bei internationalen Fußballspielen. Seit der Saison 2015/16 leitet er Spiele in der Europa League, seit der Saison 2018/19 Spiele in der Champions League.
Hallberg war unter anderem bei der U-21-Europameisterschaft 2019 in Italien und San Marino, bei der U-17-Weltmeisterschaft 2019 in Brasilien und bei der Europameisterschaft 2021 als Schiedsrichterassistent von Ekberg im Einsatz.